# John Collins (ur. 1968)
John Angus Paul Collins (ur. 31 stycznia 1968, Galashiels, Szkocja) – szkocki piłkarz występujący na pozycji pomocnika, a potem trener piłkarski.

## Kariera piłkarska

### Kluby
Piłkarz profesjonalną karierę rozpoczął w klubie Hibernian F.C. Grał tam w latach 1984-1990. Wystąpił w 163 spotkaniach, i strzelił 15 bramek.
Następnie został sprzedany do Celtiku za milion funtów w 1990 roku. W tym klubie grał do 1996 roku. Wystąpił w 221 meczach i strzelił 47 goli. Zdobył z tą drużyną Puchar Szkocji w 1995 roku.
W lecie 1996 roku, w czasie okienka transferowego, przeszedł na zasadzie wolnego transferu do AS Monaco. W tym klubie grał przez dwa lata, występując w 53 meczach i strzelając 7 goli. Z tą drużyną doszedł do półfinału Ligi Mistrzów w roku 1998, w ćwierćfinale eliminując Manchester United.
Później przeniósł się do Everton F.C. w 1998 roku. W klubie z Liverpoolu grał do 2000 roku, wystąpił w 53 spotkaniach, i strzelił 3 bramki.
Karierę piłkarską zakończył w klubie Fulham F.C. w roku 2003. W tym klubie zagrał 65 razy, 3-krotnie umieszczając piłkę w siatce.

### Reprezentacja
Piłkarz w reprezentacji Szkocji grał w latach 1988-1999. Zagrał w 58 meczach, strzelił 12 bramek. Brał udział w Mistrzostwach Świata w 1998 roku, gdzie strzelił z rzutu karnego jedyną bramkę w przegranym przez reprezentację Szkocji 2:1 meczu otwarcia z Brazylią i w Euro 1996.

## Kariera trenerska
Od dnia 31 sierpnia 2006 roku do 2007 roku był trenerem drużyny występującej w Scottish Premier League, Hibernian F.C. 16 grudnia 2008 roku został szkoleniowcem drużyny Royal Charleroi.